# 舒申斯科耶區

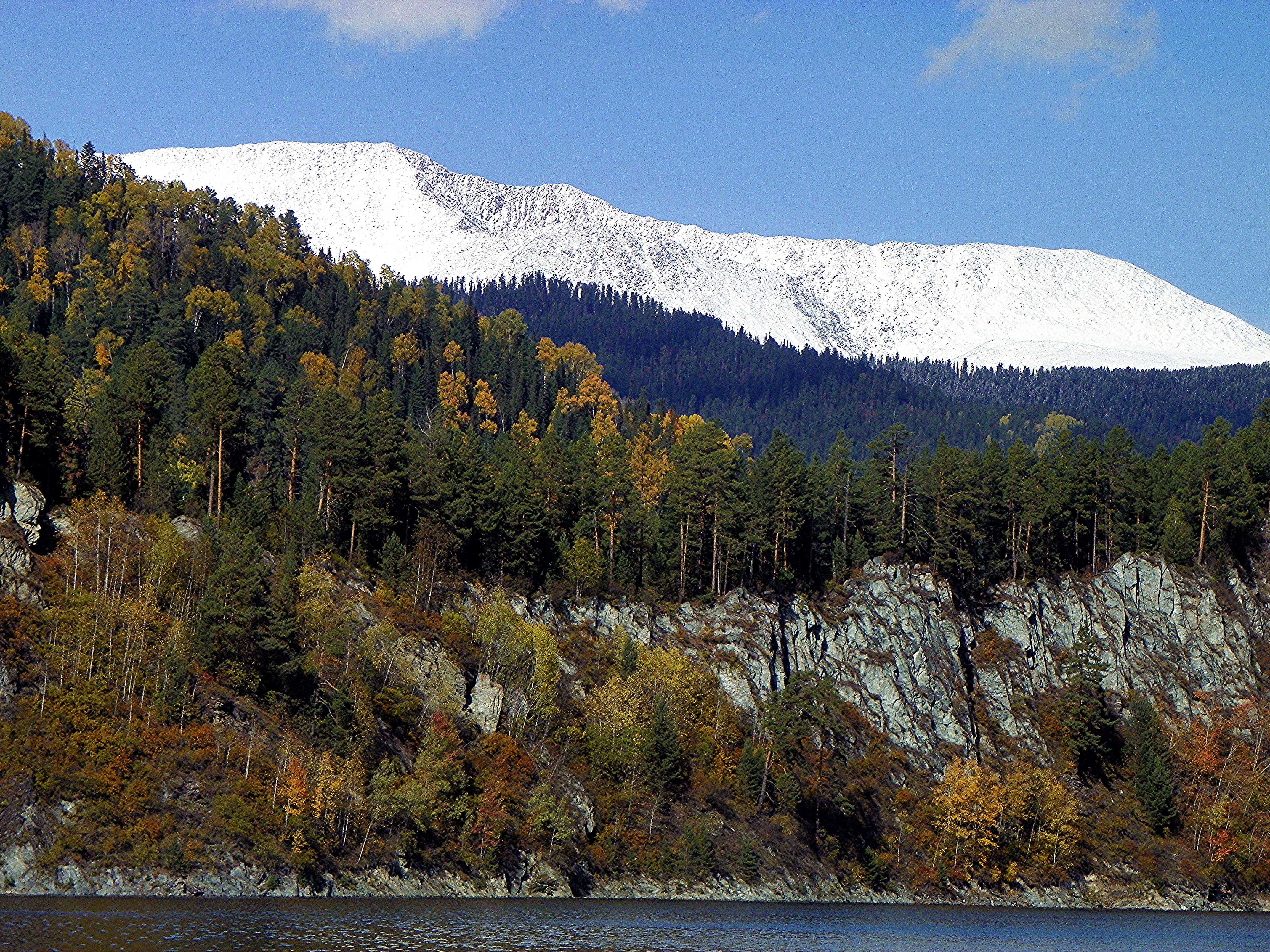

53°19′33″N 91°56′22″E / 53.32583°N 91.93944°E
舒申斯科耶區（俄语：Шушенский район），是俄羅斯的一個區，位於該國中部，由克拉斯諾亞爾斯克邊疆區負責管轄，始建於1944年1月5日，面積10,140平方公里，2010年人口33,216，人口密度每平方公里3.28人。行政中心为舒申斯科耶。